# Aktualisierungstendenz
Aktualisierungstendenz ist ein auf Kurt Goldstein zurückgehender Begriff der Humanistischen Psychologie und stellt das grundlegende Motiv menschlichen Handelns dar. Es ist das ständige Streben des Menschen, seine Entwicklungsmöglichkeiten zu erhalten, zu entfalten und zu verwirklichen, sowie Unabhängigkeit und Selbstbestimmung zu erlangen.
Diese Aktualisierungstendenz ist ein Grundprinzip in der klienten- oder personzentrierten Psychotherapie von Carl Rogers und entspricht seinem humanistisch-personzentrierten Menschenbild. Sie wird als das übergeordnete Sinn- und Entwicklungsprinzip menschlichen Verhaltens und Erlebens angesehen. Sie bewirkt, dass der menschliche Organismus alle körperlichen, seelischen und geistigen Möglichkeiten zu entfalten und erhalten sucht.

Bei Rogers heißt das im Original: „Der Begriff bezeichnet die dem Organismus innewohnende Tendenz zur Entwicklung all seiner Möglichkeiten. Und zwar so, dass sie der Erhaltung oder Förderung des Organismus dienen.“ Die Aktualisierungstendenz ist damit in Rogers’ Theorie das einzige Axiom oder zumindest eines der zentralen Konstrukte. Sie entwickelt Rogers in seiner „Theorie der Therapie“ aus der „Tendenz, sein Selbstkonzept zu reorganisieren“ im Hinblick auf eine Kongruenz von Selbstkonzept und „der Ganzheit seiner Erfahrungen (...) in der folgenden Persönlichkeitstheorie zur Aktualisierungstendenz weiter“. Die Aktualisierungstendenz spielt dann eine zentrale Rolle in dieser Persönlichkeitstheorie, besonders bei den „Postulate(n) über das Wesen des Kindes“. Über Abraham Maslow hinausgehend (Stand von 1954, Motivation and Personality) enthält der Begriff bei Rogers neben den deficiency needs (Maslow) wie Essen, Kleidung, Wohnung usw. weitere Bedürfnisse, nach der „Differenzierung seiner Selbst und seiner Funktionen“ bis hin zur „Entwicklung hin zur Autonomie und weg von Heteronomie oder der Kontrolle durch äußere Zwänge.“
Wenn das grundlegende Bedürfnis nach bedingungsloser positiver Wertschätzung befriedigt ist, verhält sich der Mensch im Streben nach seiner Entfaltung grundsätzlich konstruktiv, rational, sozial. Wird ihm diese Wertschätzung nicht gewährt, tut er alles, um seine Existenz und seine Selbstachtung aufrechtzuerhalten, selbst wenn er sich dabei nicht mehr entfalten kann oder gar seine inneren Möglichkeiten unterdrücken muss. Dies kann zu Blockierungen, seelischen Störungen und Hemmungen oder zu destruktivem, irrationalem, asozialem Verhalten führen.
Aufgrund dieser (anthropologischen) Modellannahme über das Wesen des Menschen werden Gewalt und Aggressionen nicht als dem Menschen grundsätzlich wesenhaft zugeschrieben, sondern als Folge, als gewachsener Ausdruck von unter Umständen chronifizierten Blockierungen der Aktualisierungstendenz verstanden.